# エクトル・ロセット
エクトル・ロセット（Héctor Rossetto、1922年9月8日 - 2009年1月23日）は、アルゼンチンのブエノスアイレス州バイアブランカ出身のチェス選手。アルゼンチンの歴史上最高のチェスプレーヤーの一人に数えられており、1950年にインターナショナルマスター、1960年にはグランドマスターに選ばれている。
1942年、1944年、1947年、1962年、1972年の5回もの回数アルゼンチンの国内チャンピオンになっており、1942年と1952年にマル・デル・プラタチェストーナメントで優勝している(1952年は同じくアルゼンチンのフリオ・ボルボチャンと同率優勝)。
1978年にアルゼンチンのブエノスアイレスでチェス・オリンピアードが開催された際には責任者を務めた。